# Rádio Amália
A Rádio Amália é uma rádio portuguesa que emite 24 horas por dia, cuja programação consiste exclusivamente de fado, sendo o nome em homenagem a Amália Rodrigues.
Começou a emitir em 6 de Outubro de 2009, data do 10.º aniversário da morte da célebre fadista portuguesa. Emite não apenas gravações, mas fado em directo. No dia da inauguração cantaram, entre outros, Ana Moura.
A rádio fez sua estreia no Porto em 1 de Outubro de 2024, substituindo a emissão local da Rádio SBSR.